# Фуккинг

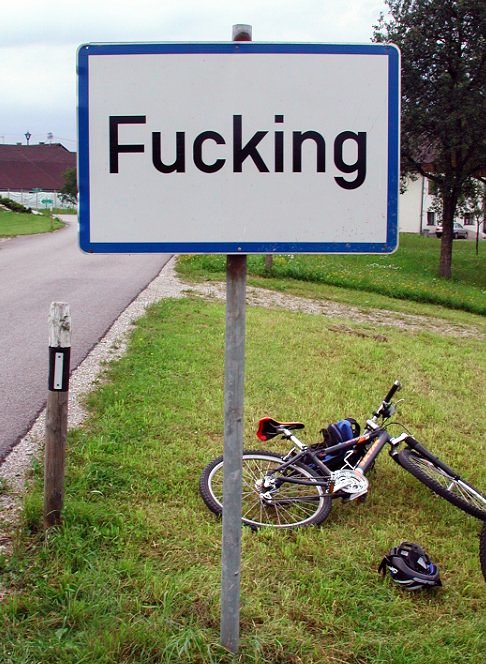
Часто воруемый дорожный знак при въезде в Фуккинг

Фуггинг (нем. Fugging; до 2021 года — Фуккинг, нем. Fucking) — небольшая деревня в Австрии, в земле Верхняя Австрия у границы с Баварией, входящая в общину Тарсдорф. Население составляет около 100 человек. Деревня находится в 350 километрах от Вены.
Деревня привлекла к себе внимание своим прежним названием в англоязычном мире, которое писалось одинаково с прилагательным одного из нецензурных слов в этом языке. Дорожный знак при въезде в деревню стал популярной достопримечательностью для посетителей и часто похищался вандалами, пока не был установлен бетонный блок, предотвращающий кражу. Изменение названия на Фуггинг, которое произносится одинаково на местном диалекте было принято в конце 2020 года.

## Происхождение названия
Деревня известна под именем «Фуккинг» как минимум с 1070 года. Название образовано добавлением к имени некоего Фокко (нем. Focko), который жил в тех местах в VI веке, древнегерманского суффикса «Инг» («ing»), означающего «люди». Таким образом, название «Фуккинг» означает «место людей Фокко».
Её существование было впервые зарегистрировано в 1070 году, и архивы показывают, что 20 лет спустя бароном там был некто Адалпертус де Фуцингин. В 1303, она была известна как Fukching, а в 1532 официальное название было Fugkhing. В 1760 деревня приняла своё современное название, которое произносится на немецком языке с гортанным У.
В 2020 г. было принято решение переименовать деревню в Фуггинг с 1 января 2021 г. Причиной стало раздражение жителей от навязчивого внимания туристов, которые к тому же постоянно похищали муниципальные таблички с названием деревни. При этом в Австрии уже есть другая деревня Фуггинг.

## Фуккинг и англоговорящие
Название деревни Фуккинг (Fucking) пишется так же, как форма герундия от английского глагола to fuck, который считается грубым и прямо означает «совокупляться». Именно поэтому англоговорящим название Фуккинг кажется очень смешным.
Благодаря такому совпадению маленькая австрийская деревня получила мировую известность; была налажена продажа сувениров с надписями «Я был в Fucking» и т. п. Английские туристы за несколько лет украли более 15 дорожных знаков с надписью Fucking (стоимость каждого знака была не менее 300 евро). Рекордом является пропажа четырёх знаков за ночь. В 2005 году все дорожные знаки в Фуккинге были поставлены на бетонный фундамент для борьбы с туристами-вандалами. Помимо воровства, некоторые туристы занимаются перед знаком сексом, поэтому городская администрация заявила, что вскоре там будет установлена система видеонаблюдения.
В 2004 году, в связи с постоянной кражей дорожных знаков и нездоровым интересом к деревне среди туристов, на голосование был поставлен вопрос о её переименовании, однако жители Фуккинга высказались против. Мэр коммуны Тарсдорф Зигфрид Хёппл (Siegfried Höppl) заявил, что было решено сохранить имя, которое существовало на протяжении 800 лет, и что «Каждый человек здесь знает, что это значит по-английски, но для нас Фуккинг это Фуккинг — и он так и останется Фуккингом».
Местный житель деревни, Йозеф Винклер, попытался нажиться на славе путём создания веб-сайта www.fucking.at, на котором он продавал майки со слоганом «Я люблю Fucking в Австрии», напечатанным на них. По словам Винклера, они хорошо продавались, однако он был вынужден прекратить своё предприятие после того, как на него стали кричать и угрожать на улицах деревни. Винклер сказал: «Это было приятно и никому не принесло вреда, но я выяснил, что в этом регионе вы просто не можете делать ничего такого. Всё это стало настоящим испытанием для меня, и мне пришлось прекратить это дело. Люди здесь очень консервативные».
Схожие, хотя и не настолько ярко выраженные феномены наблюдаются также с посёлками Петтинг и Киссинг в Баварии. Поселок Петтинг находится всего в 30 минутах езды от Фуккинга, по другую сторону границы.

## «Фуккингское светлое»
В 2010 году немецкая частная пивоварня «Лесной домик» (нем. Privatbrauerei Waldhaus) добилась от Бюро по регистрации товарных знаков и дизайна Евросоюза разрешения называть пиво, которое она собирается выпускать, «Fucking Hell». Вероятно, это было сделано для раскрутки этой марки в англоязычных странах, где эта комбинация слов воспринимается как ругательство (типа «чёрт побери!»), однако на немецком слово Hell означает «светлое» (пиво). Выпуск пива «Фуккингское светлое» прекратили, но пивоварня подала апелляцию и решение было отменено.